# Ареналь, Консепсион
Консепсьон Ареналь Понте (исп. Concepción Arenal; 31 января 1820, Ферроль — 4 февраля 1893, Виго, Галисия, Испания) — испанская писательница, поэтесса, юристка, журналистка, драматург. Одна из зачинателей испанского феминизма.
Была первой женщиной, поступившей в университет в Испании.

## Биография
Родилась в семье военного, сторонника либеральных идей, которого часто сажали в тюрьму за его взгляды и оппозицию режиму короля Фердинанда VII. После его смерти, вопреки воле матери в 1841 году поступила на юридический факультет Центрального университета (ныне Мадридский университет Комплутенсе), став первой женщиной в Испании, поступившей в университет, где была вынуждена носить мужскую одежду. Во время учёбы посещала политические и литературные дебаты, неслыханные в то время для женщины.
Получила высшее образование и в 1848 году вышла замуж за юриста и писателя Фернандо Гарсиа Карраско. Родила троих детей. В 1859 году основала феминистскую группу «Конференция Святого Винсента де Поля», для помощи бедным. Два года спустя Академия моральных наук и политики присудила ей премию за благотворительность и филантропию. Впервые Академия вручила приз женщине.
Работала инспектором тюрем; участвовала в испанских и международных конгрессах юристов. Сотрудничала с Красным Крестом, помогая раненым во время Карлистской войны, работала в больнице, позже в 1871—1872 годах была назначена генеральным секретарём Красного Креста.
Консепсьон Ареналь умерла в феврале 1893 года от хронического бронхита в Виго, где и была похоронена. На её могиле эпитафия — её личный девиз: «К добродетели, к жизни, к науке».
В своих сочинениях (собр. 1894—1900, 20 т.) касалась международного права, народного образования, воскресного отдыха, пауперизма, тюрем, женского вопроса («La mujer del porvenir», 1877; «La mujer de su casa», 1882) и т. п.

## Память
- В 1934 году в Мадриде был установлен памятник Консепсьон Ареналь.